# Левково (Ярославская область)
Левко́во — деревня в Ростовском районе Ярославской области на берегу реки Устье (бассейн Волги).

## История
По «Хлебниковскому летописцу» принадлежала князю Льву Дмитриевичу Приимкову-Баламышу — одному из семи братьев-сбродичей, по имени которого и получила своё название. По другой версии, на этом месте стоял терем ростовского епископа Леонтия, погибшего в XI веке от рук язычников.

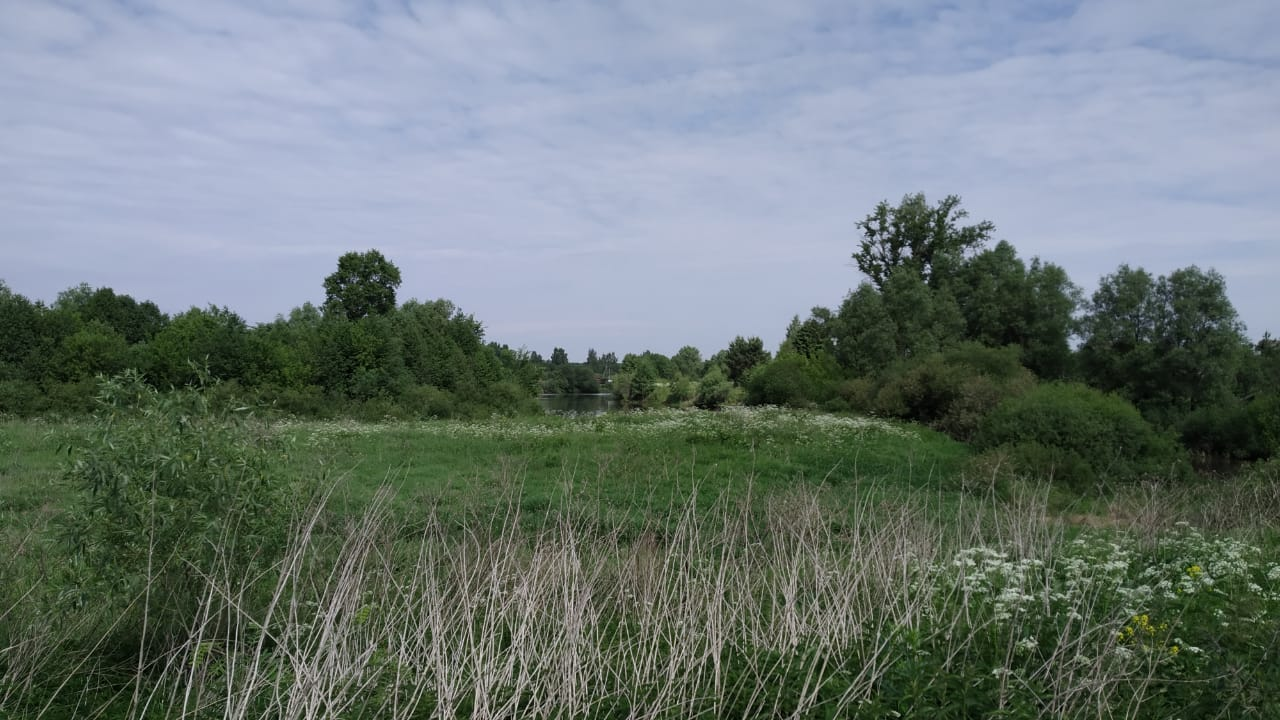
Вид на реку Устье, Ярославская область, деревня Левково

## Население
| 2007 | 2010 |
| ---- | ---- |
| 53   | ↘22  |